# ألبرت إدوارد
ألبرت إدوارد (بالإنجليزية: Albert Edward)‏ (19 نوفمبر 1991 بدار السلام في تنزانيا - ) هو لاعب كرة قدم أسترالي في مركز الدفاع. لعب مع Wilmington Hammerheads FC ‏ وNashville Metros ‏ وDerby City Rovers ‏ ودي موين  مانس ‏.

## وصلات خارجية
- ألبرت إدوارد على موقع الدوري الأمريكي (الإنجليزية)
- ألبرت إدوارد على موقع قاعدة بيانات كرة القدم.إي يو (الإنجليزية)